# Liste der Naturdenkmale in Wehrheim
Die Liste der Naturdenkmale in Wehrheim nennt die im Gebiet der Gemeinde Wehrheim im Hochtaunuskreis in Hessen gelegenen Naturdenkmale.

## Liste
| Bild                          | Bezeichnung                     | Ortsteil, Lage                                      | Beschreibung                                                                                         | Art          | Nr.             |
| ----------------------------- | ------------------------------- | --------------------------------------------------- | --- | ------------ | --------------- |
| mehr Fotos \| Fotos hochladen | Linden am Ortseingang           | Obernhain 50° 16′ 54,3″ N, 8° 32′ 40,9″ O           | Stattlich gewachsene alte Bäume, die die Grenze des ehemaligen Dorfplatzes von Obernhain markieren.  | Linde        | 43              |
| mehr Fotos \| Fotos hochladen | Drusenküppel                    | Obernhain (Wehrheim) 50° 16′ 57,1″ N, 8° 33′ 8,7″ O | Markante Baumgruppe in einem Rund von ca. 40 m auf den Resten einer früh-mittelalterlichen Turmburg. |              | 44              |
| Fotos hochladen               | Traubeneiche im Bizzenbachtal   | Wehrheim 50° 18′ 9,2″ N, 8° 35′ 53,9″ O             | Solitäre, imposante Traubeneiche.                                                                    | Traubeneiche | 105             |
| Fotos hochladen               | Eiche an der Wasseraufbereitung | Wehrheim 50° 18′ 55,3″ N, 8° 33′ 33,7″ O            | Sehr alte, beeindruckende Eiche am Krausbäumchen.                                                    | Eiche        | 434.012 Obh 504 |
| Fotos hochladen               | Eiche an der Schlink            | Wehrheim 50° 18′ 56,9″ N, 8° 34′ 49,7″ O            | Schutzgrund: Eigenart, Schönheit.                                                                    | Eiche        | 434.012 Obh 505 |

## Ehemalige Naturdenkmale
| Bild            | Bezeichnung                             | Ortsteil, Lage                           | Beschreibung | Art   | Nr.             |
| --------------- | --------------------------------------- | ---------------------------------------- | --- | ----- | --------------- |
| BW              | Eiche am Hellerborn (zusammengebrochen) | Wehrheim 50° 17′ 57,9″ N, 8° 35′ 25,2″ O | Ehemals sehr alter Hutebaum von ausgeprägtem Wuchs. Inzwischen bereits nicht mehr existent. Der 2002 umgefallene Baum wurde im Oktober 2015 aus dem Verzeichnis gelöscht.                       | Eiche | 42              |
| Fotos hochladen | Ulme am Stellweg                        | Obernhain 50° 16′ 52″ N, 8° 33′ 6,7″ O   | Die Ulme am Stellweg war eine der letzten angesichts des Ulmensterbens noch verbliebenen landschaftsprägenden Ulmen im Landkreis. Der abgebildete Stumpf lässt noch die einstige Größe erahnen. | Ulme  | 434.012 Obh 503 |

## Belege
1. ↑  
Naturdenkmale. www.hochtaunuskreis.de, archiviert vom Original am 20. Februar 2016; abgerufen am 27. April 2016.
2. ↑  
43 (501) Linden am Ortseingang. Archiviert vom Original am 20. Februar 2016; abgerufen am 27. April 2016.
3. ↑  
44 (502) Drusenküppel. Archiviert vom Original am 20. Februar 2016; abgerufen am 27. April 2016.
4. ↑  
Eiche im Bizzenbachtal. Archiviert vom Original am 20. Februar 2016; abgerufen am 27. April 2016.
5. 1 2 3 4  
Zweite Verordnung zum Schutz von Naturdenkmalen im Hochtaunuskreis Vom 19. Oktober 2015. (PDF; 4,29 MB) Der Kreisausschuss des Hochtaunuskreises -Untere Naturschutzbehörde-, 23. März 2016, abgerufen am 27. April 2016.
6. ↑  
42 (500) Eiche am Hellerborn (zusammengebrochen). Archiviert vom Original am 20. Februar 2016; abgerufen am 27. April 2016.

- Karte mit allen Koordinaten:
- OSM |
- WikiMap